# 壽南小沙丁魚
壽南小沙丁魚，又稱錘氏小砂丁、青鱗鱼、青花魚，俗名青鱗仔、土魚、青瀾，為輻鰭魚綱鯡形目鯡科的一種。

## 分布
本魚分布於西太平洋海域，包括日本及台灣海域。

## 深度
水深0~20公尺。

## 特徵
本魚體細長側扁。脂性眼瞼發達，幾完全覆蓋住眼睛。口小，前位；上下頜約等長；上頜骨末端達眼前緣下方。鰓蓋光滑；體被細薄圓鱗，極易脫落；鱗片上之垂直條紋僅多且不中斷或上下對應條紋在中央部位重疊；稜鱗銳利，總稜鱗30~31枚，標準體長約體高之24~33%。鱗片上的橫紋連續，後部之小孔也僅是少數。背鰭起點基部無黑斑。背鰭位於體中部前方，具軟條17~18枚；臀鰭位於體之後半部，具軟條18~19枚；腹鰭軟條8枚；尾鰭深叉。體背部青褐色，體側及腹部銀白色。鰓蓋後上角具一黑斑，口周圍黑色。胸鰭淡黃；餘鰭淡色。體長可達15公分。

## 生態
為沿海常見的中上層小型魚類，群游性之習性，並有強烈之趨光性，春、夏、秋三季，長出現於河口、砂泥沿岸，偶爾成群溯入混水區，甚至鹽分達1.5度的地區，以濾食浮游動物為食。

## 經濟利用
為高產量的高經濟魚類，漁期在夏秋其間，食用魚，但肉腥，適合曬成魚乾。體型小者則製成魚粉。日本人食用本魚前，為避免小刺扎嘴，先用淡醋浸半天後，再烤食，頗有一番特殊香味。在臺灣的金山蹦火仔是一種獨特的漁獲方式。